# Affaire des 701 kilos de cocaïne saisis en 2018 à Oran

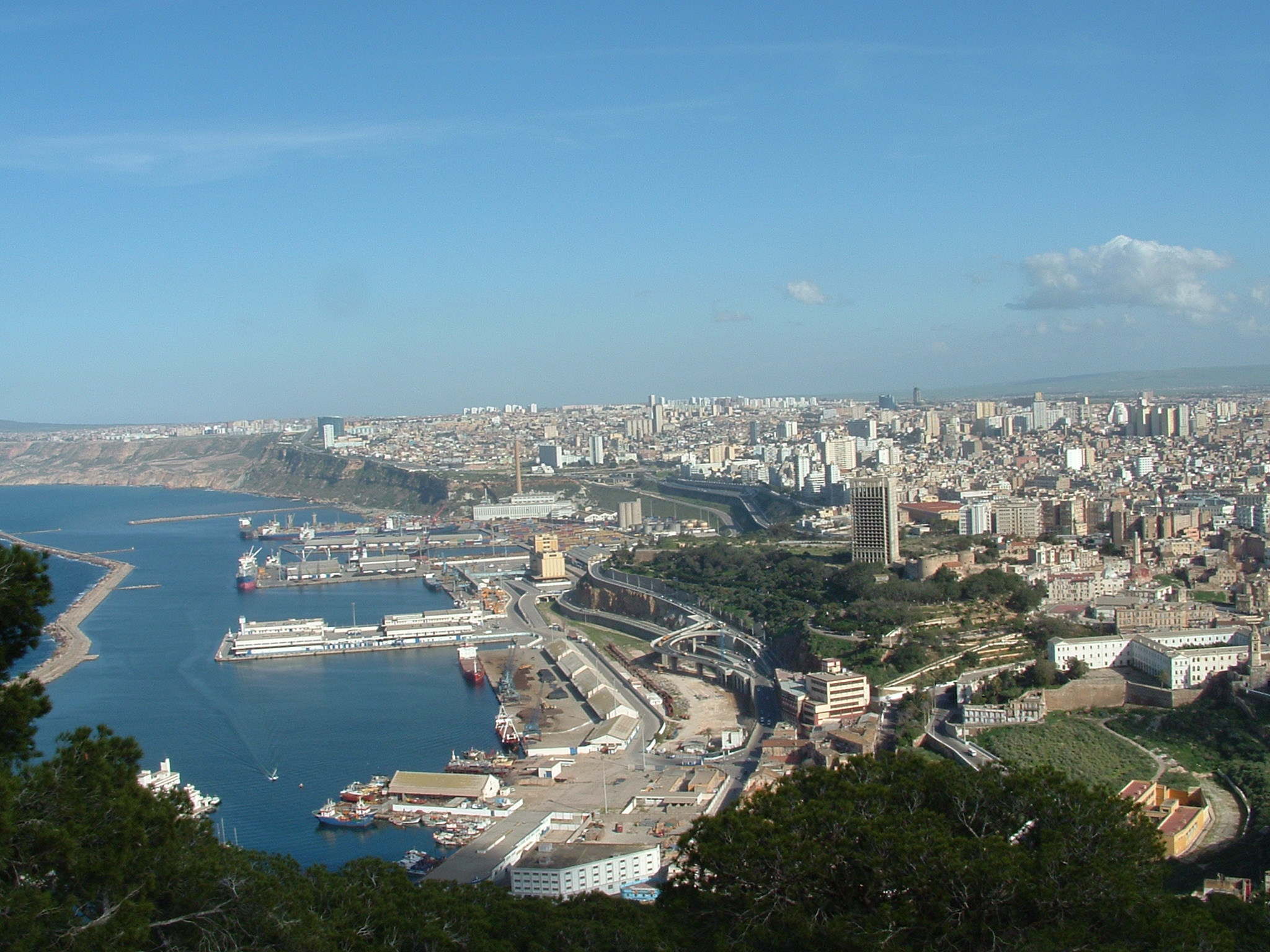
Vue du port d'Oran (2007).

L'affaire des 701 kilos de cocaïne saisis en 2018 à Oran en Algérie est une affaire politico-financière qui implique des personnalités dans les sphères politique, militaire et administrative algériennes. Après plusieurs reports, dont le dernier en juin 2025, le procès du principal inculpé, Kamel Chikhi, reste à venir.

## Historique
En mai 2018, une quantité de 701 kilogrammes de cocaïne pure est interceptée par les gardes-côtes algérien coordonnés avec la Gendarmerie nationale et les douanes du port d'Oran en Algérie. La drogue est trouvée à bord du porte-conteneurs Vega Mercury, dissimulée dans la marchandise de viande congelée importée du Brésil, avec une escale à Valence en Espagne. Les sociétes importatrices de la viandes appartiennent à Kamel Chikhi, un promoteur immobilier algérien, surnommé  « Kamel El Bouchi (Boucher) » en  référence à ses multiples boucheries à travers l'Algérie. La valeur de la cocaïne est évaluée à plusieurs dizaines de millions d’euros, à l'époque il s'agit de la prise la plus importante en Algérie,.

### Personnalités concernées
L'interception de la cocaïne et le début de l'enquête sont supervisées par le général Ahmed Gaïd Salah, homme fort de l'époque, assisté par général Ghali Belkecir nouveau commandant de la Gendarmerie qui vient de succèder à Menad Nouba démis de ses fonctions en juillet 2018.
L'homme d’affaires Kamel Chikhi, alias Kamel El Bouchi, est le principal inculpé avec ses deux frères, des partenaires et de hauts fonctionnaires. Mais l’enquête déborde du domaine des stupéfiants, et concerne aussi d’autres délits comme la « promotion immobilière douteuse, le blanchiment d’argent, le versement de pots-de-vin ou certains privilèges accordés contrairement à la réglementation ». Ils  seront jugés à part. Kamel Chikhi faisait filmer ses rencontres avec ses interlocuteurs, « magistrats, procureurs, enfants de responsables politiques, dont le fils d’un ancien Premier ministre », sans les informer. La corruption s'effectuait avec des « appartements, maisons, des millions de centimes en liquide ». Dès juin 2018, le ministre de la Justice, Tayeb Louh, indique devant l’Assemblée populaire nationale (APN) que l’affaire de la cocaïne est le point de départ de plusieurs autres affaires. Il cite en particulier le blanchiment d’argent, dans le cadre de promotion immobiliere à Alger. Pour sa part le Premier ministre Ahmed Ouyahia qualifie le trafic de drogues « d’agression (qui)  s’abat sur nos frontières de plusieurs destinations » ,.
Le général Abdelghani Hamel qui dirigeait la Direction générale de la Sûreté nationale et potentiel successeur du président Abdelaziz Bouteflika est démis de ses fonctions en juin 2018. En 2020, dans un autre procès impliquant Abdelghani Hamel, ses avocats affirment qu'après la saisie des 701 kg de cocaïne, le général Ghali Belkecir a mené « une guerre » contre Abdelghani Hame et ses proches. Abdelghani Hamel ne serait pas directement impliqué, selon l'enquête, mais son chauffeur personnel était en lien avec Kamel Chikhi le principal inculpé dans ce dossier de trafic de drogue. L’ex-chauffeur d'Abdelghani Hamel est condamné à 4 ans de prison ferme en 2020. Par ailleurs, Abdelghani Hamel et cinq membres de sa famille sont poursuivis pour corruption et enrichissement illicite,.
Le journaliste du Monde, Amir Akef, mentionne qu'à la suite de cette affaire de saisi de cocaïne se produit une « vague sans précédent de limogeages au sein de la haute hiérarchie de l’armée ». Ainsi après Abdelghani Hamel c'est le commandant de la Gendarmerie nationale, le général-major Menad Nouba, qui est démis de ses fonctions en juillet 2018. Puis, en août, une quinzaine de généraux sont aussi limogés dont Saïd Bey.
Lors de l'enquête, deux procureurs sont emprisonnés, Meslem Mohamed du tribunal de Boudouaou (cour de Boumerdès) et son adjoint le procureur Sadeket. Ils auraient reçu des bakchichs de Kamel Chikhi. De plus onze magistrats sont suspendus de leurs fonctions,.
Le journaliste Saïd Boudour est le premier à parler de l'affaire des 701 Kilogrammes de cocaïne dans la presse. Il est arrêté le 1er juin 2018 et relaché le 4 juin sur ordre du doyen des juges d’instruction de la cour de Sidi Mhamed. Toutefois, il est inculpé dans l'« affaire d'Oran » en 2021 ,. De même, le lanceur d'alerte Noureddine Tounsi, cité comme témoin dans le procès lié à l'affaire des 701 Kilogrammes de cocaïne, est arrêté le 1er juin 2018 et relaché 3 jours plus tard. Mais il est emprisonné depuis février 2023 à la prison d'El-Harrach,.
Khaled Tebboune, fils du futur président Abdelmadjid Tebboune, est arrêté en juin 2018 et incarcéré dans la prison d'El-Harrach. Le jour où Abdelmadjid Tebboune est élu, les partisans du Hirak, le qualifient de « président cocaïne » en référence à l'affaire des 701 kg de cocaïne impliquant son fils. Celui-ci est jugé, en février 2020, dans le cadre des affaires immobilières de Kamel Chikhi et acquitté,,.

### Jugement
Le principal accusé Kamel Chikhi et cinq autres personnes comparaissent devant un tribunal en 2021. La demande de la défense pour libérer Kamel Chikhi et son frère est refusée. Des commissions rogatoires internationales sont délivrées auprès de plusieurs pays dont l'Espagne et le Brésil,.
Le procès est prévu initialement pour janvier 2024, au tribunal criminel de Dar El Beida à Alger mais, à la demande de la défense, il est reporté. Il doit s'ouvrir en juin 2025,.
L'audience du 15 juin se tient au tribunal criminel de Dar El Beida, à Alger. Le média algérien El Watan mentionne la présence de Kamel Chikhi et de ses deux frères Nacer et Mohamed, Nadjib Messaoud, Abdennour Boualit et Rachid Chabane. Abdelghani Hamel est aussi présent, par contre les membres du navire Vega Mercury sont absents. Mais finalement, le procès est de nouveau reporté à une date ultèrieure,.

### Analyses
Pour le politologue Hasni Abidi cette arrestation d'Abdelghani Hamel relève de « la guerre de succession qui se joue en coulisse dans une ambiance de fin de règne ». Pour sa part le journaliste algérien Mohamed Khadir estime qu'il s'agit d'une guerre « non pas entre clans mais au sein du même clan », celui dévoué à Abdelaziz Bouteflika.